# Jacksonville (Californie)
Pour les articles homonymes, voir Jacksonville.
Jacksonville est une ancienne localité américaine dans le comté de Tuolumne, en Californie. Fondée par Julian Smart au printemps 1849 et nommée en l'honneur du colonel A. M. Jackson, elle attire nombre d'orpailleurs et s'affirme comme une importante ville minière avant d'être engloutie par la mise en eau d'un barrage retenant le lac Don Pedro. Elle fait partie des California Historical Landmarks depuis le 28 février 1949.